# Ткиво за одвајање
Ткиво за одвајање је ткиво које се појављује у листовима листопадних биљака. Улога му је да омогућава опадање лишћа пред наступајући неповољни период за биљку (зима или сушни период). Оно и настаје непосредно пред листопад и то у пределу лисне основе. У том делу се налазе паренхимске ћелије које се деле и стварају ткиво. Услед разлагања пектинске средње ламеле ткива и високог тургора који постоји у ћелијама, долази до заокругљивања новонасталих танкозидних паренхимских ћелија и до њиховог раздвајања. Потом се проводни механички елементи раскидају услед масе саме лиске, али и спољашњих утицаја, као што су киша и ветар и лист отпада.